# 밀양시의 향토문화유산
밀양시의 향토문화유산은 다음 각 호의 어느 하나에 해당 하는 것을 말한다.
1. 「문화재보호법」또는「경상남도 문화재보호 조례」에 따라 국가·도지정문화재로 지정되지 아니한 것으로 역사적, 예술적, 학술적, 경관적 가치가 있는 것과 이에 준하는 유·무형의 자료
2. 향토문화재로서 보존가치가 있을 것으로 기대되는 유산
3. 향토문화, 토속, 풍속을 연구하는데 필요한 자료
4. 그 밖에 시장이 위원회의 심의를 거쳐 보존하고 관리가 필요하다고 인정하는 것

## 지정 목록
2019년 7월말 현재 없습니다.

## 참고 문헌
- 밀양시 홈페이지 - 고시/공고 보관됨 2019-07-18 - 웨이백 머신